# Łyżwiarstwo szybkie na Zimowych Igrzyskach Olimpijskich 1928 – bieg na 1500 m mężczyzn
Bieg na 1500 metrów mężczyzn w łyżwiarstwie szybkim na Zimowych Igrzyskach Olimpijskich 1928 rozegrano 14 lutego na torze Badrutts Park. Mistrzem olimpijskim na tym dystansie został Clas Thunberg z Finlandii. 

## Wyniki
| Miejsce | Zawodnik               | Państwo           | Czas   |
| ------- | ---------------------- | ----------------- | ------ |
| 01 !    | Clas Thunberg          | Finlandia         | 2:21,1 |
| 02 !    | Bernt Evensen          | Norwegia          | 2:21,9 |
| 03 !    | Ivar Ballangrud        | Norwegia          | 2:22,6 |
| 4       | Roald Larsen           | Norwegia          | 2:25,3 |
| 5       | Eddie Murphy           | Stany Zjednoczone | 2:25,9 |
| 6       | Valentine Bialas       | Stany Zjednoczone | 2:26,3 |
| 7       | Irving Jaffee          | Stany Zjednoczone | 2:26,7 |
| 8       | John Farrell           | Stany Zjednoczone | 2:26,8 |
| 9       | Gustaf Andersson       | Szwecja           | 2:27,5 |
| 10      | Zoltán Eötvös          | Węgry             | 2:27,9 |
| 11      | Fritz Jungblut         | Rzesza Niemiecka  | 2:28,2 |
| 12      | Charles Gorman         | Kanada            | 2:28,4 |
| 13      | Wollert Nygren         | Norwegia          | 2:28,7 |
| 14      | Alberts Rumba          | Łotwa             | 2:28,9 |
| 15      | Toivo Ovaska           | Finlandia         | 2:29,3 |
| 16      | Fritz Moser            | Austria           | 2:31,1 |
| 17      | Ross Robinson          | Kanada            | 2:32,3 |
| 18      | Siem Heiden            | Holandia          | 2:33,1 |
| 19      | Christfried Burmeister | Estonia           | 2:33,3 |
| 20      | Aleksander Mitt        | Estonia           | 2:35,0 |
| 21      | William Logan          | Kanada            | 2:35,6 |
| 22      | Rudolf Riedl           | Austria           | 2:37,8 |
| 23      | Arthur Vollstedt       | Rzesza Niemiecka  | 2:39,9 |
| 24      | Cyril Horn             | Wielka Brytania   | 2:40,0 |
| 25      | Kęstutis Bulota        | Litwa             | 2:40,9 |
| 26      | Charles Thaon          | Francja           | 2:41,2 |
| 27      | Leonard Stewart        | Wielka Brytania   | 2:48,9 |
| 28      | Frederick Dix          | Wielka Brytania   | 2:49,6 |
| 29      | Wim Kos                | Holandia          | 2:49,9 |
| -       | Bertel Backman         | Finlandia         | DNF    |